# Centre Wellington
Centre Wellington es un municipio canadiense situado en la provincia de Ontario.

## Superficie
Centre Wellington tiene una superficie de 409,41 km².

## Demografía
En 2021, tenía 31 093 habitantes, una densidad poblacional de 75,9 hab./km², y 12 701 viviendas.